# The Crowd
The Crowd é um filme norte-americano de 1928, mudo, do gênero drama, dirigido por King Vidor  e estrelado por Eleanor Boardman e James Murray.

## Produção

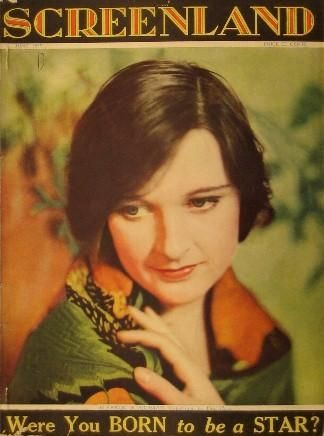
Eleanor Boardman -- aqui em capa da revista Screenland de junho de 1925 -- ficou conhecida nos EUA como a Kodak Girl, após aparecer em cartazes publicitários da Eastman Kodak. Fez carreira no cinema mudo e no início do sonoro, sendo mais lembrada pelo seu trabalho em The Crowd.

The Crowd é um dos filmes mais enaltecidos em toda a história da MGM. Um dos maiores filmes do cinema mudo, é também um de seus últimos clássicos, de vez que The Jazz Singer, lançado no ano anterior, prenunciava a morte de toda uma era.
King Vidor escreveu o roteiro em 1926 e conseguiu vender a ideia de um filme experimental para Irving Thalberg, o chefe de produção da MGM. O resultado foi um dos trabalhos mais pessoais do diretor e um dos mais pessimistas de um estúdio que estava a ponto de atingir seu auge.
Ao contrário de outras produções hollywoodianas, The Crowd evita o melodrama. Não há glamour, paixões fulminantes ou romances devastadores: somente o dia a dia de um homem comum e sua esposa. Assim, são mostrados a visita dos parentes, explosões de exasperação, brincadeiras com as crianças e até um vaso sanitário -- a primeira vez que tal equipamento apareceu em uma película americana. Apesar de visto como um produto artístico, sem apelo junto às bilheterias, o filme caiu no gosto do público e rendeu o dobro de seu orçamento.
Visualmente, The Crowd é uma das produções mais audaciosas dos anos 1920, com suas cenas de multidão nas ruas (gravadas em Nova Iorque com câmeras escondidas) e um escritório, onde o protagonista trabalha, composto por filas de mesas identicamente dispostas com seus ocupantes obedientes e atemorizados. Nunca até então, exceto por Metropolis, o conceito de seres humanos como autômatos havia sido exposto de forma tão violenta. Manhattan e o Brooklyn, além de Detroit, forneceram imagens do trânsito agitado e dos arranha-céus, uma novidade naqueles dias.
As filmagens foram feitas em ritmo tão lento que Eleanor Boardman teve tempo de dar à luz a primeira das duas filhas que teve com o diretor, com quem estava casada na época. Enquanto isso, entre uma cena e outra, James Murray chegou a participar de outros filmes.
A pedido da MGM e contra sua vontade, Vidor teve de filmar sete finais diferentes. Dois deles foram lançados: o imaginado pelo diretor mostrava o protagonista como mais um mero número perdido na multidão, enquanto o outro, artificial, deixava a família herdeira de uma fortuna, imersa em luxúria. Caberia aos exibidores escolher qual usariam. Surpreendentemente, este final feliz, imposto pelo estúdio, foi amplamente rejeitado pelas plateias onde quer que o filme fosse mostrado e, com isso, as cópias existentes preservam o final ambivalente de Vidor.
Eleanor Boardman mostrou o que de melhor o cinema mudo oferecia na arte de representar e, assim, obteve o melhor desempenho de sua carreira. Já James Murray não soube aproveitar a exposição que o filme lhe deu. Simples extra descoberto por Vidor quando procurava um rosto desconhecido para estrelar a produção, revelou-se uma pessoa intratável e irresponsável. Alcoólatra, caiu de um píer e morreu afogado, em julho de 1936.
The Crowd recebeu duas indicações para o Oscar, em sua primeira edição. Uma para Melhor Diretor e a outra para Melhor Filme, Produção Extraordinária e Artística. Esta categoria, que se diferenciava da de Melhor Filme por diversos aspectos, só existiu na primeira cerimônia.
Esquecido pelo tempo e vítima de apreciações equivocadas, The Crowd foi redescoberto pela crítica quando, no London Film Festival de 1981, o compositor Carl Davis apresentou a trilha sonora que ele criou para o filme e que o acompanha desde então. Com isso, The Crowd "afinal, e justificadamente, assumiu seu lugar entre as realizações imortais das telas".
Em 1934, Vidor produziu uma sequência, Our Daily Bread, com seu próprio dinheiro e elenco inteiramente diferente. Leonard Maltin elogia o experimentalismo do sempre inventivo diretor, mas define as atuações -- especialmente de Tom Keene, o ator principal -- como "pedestres", como se quisessem sabotar a produção.

## Sinopse

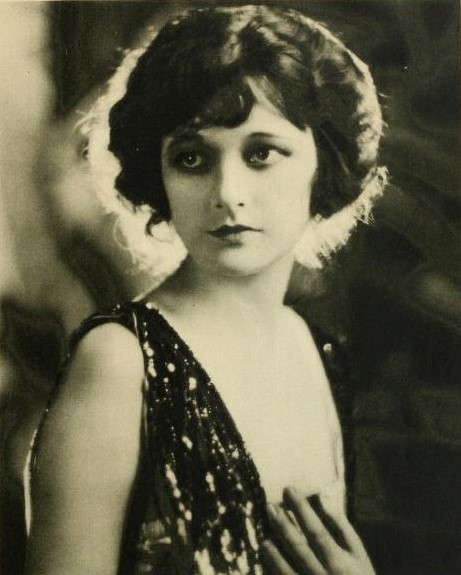
Eleanor Boardman em foto de 1924 da Photoplay.

John sonha vencer em Nova Iorque, mas acaba apenas como mais um empregado anônimo no escritório de uma grande empresa. Conhece Maria, com quem se casa. Com o tempo, John começa a beber e perde o emprego, o que leva a frequentes brigas com Mary. Como têm dois filhos para criar, continuam juntos. Quando o mais novo deles morre em um acidente de trânsito, John perde a vontade de viver, porém adquire novo fôlego graças ao encorajamento do outro filho. Assim segue a vida do casal, com altos e baixos, dias bons, outros ruins, alegrias fugazes, temores, uma razoável felicidade...

## Premiações
| Patrocinador                                  | Prêmio | Categoria                                                        | Situação |
| --------------------------------------------- | ------ | ---------------------------------------------------------------- | -------- |
| Academia de Artes e Ciências Cinematográficas | Oscar  | Melhor Filme, Produção Extraordinária e Artística Melhor Diretor | Indicado |

## Elenco
| Ator/Atriz              | Personagem |
| ----------------------- | ---------- |
| Eleanor Boardman        | Mary       |
| James Murray            | John       |
| Bert Roach              | Bert       |
| Estelle Clark           | Jane       |
| Daniel G. Tomlinson     | Jim        |
| Dell Henderson          | Dick       |
| Lucy Beaumont           | Mãe        |
| Freddie Burke Frederick | Junior     |
| Alice Mildred Puter     | Filha      |